# 趙樹禾
趙樹禾，江蘇省鎮江府丹徒縣人，清朝政治人物、進士出身。
光緒二年（1876年），參加丙子恩科會試，得貢士第20名。殿試登進士2甲第102名。同年五月（6月3日），改庶吉士。光绪六年四月，散館后，著以知县即用。